# Крива (притока Друті)
Крива, Хвощівка — річка в Білорусі у Толочинському районі Вітебської області. Ліва притока річки Друті (басейн Дніпра).

## Опис
Довжина річки 46 км, похил річки 0,8 м/км, площа басейну водозбору 242,0 км², середньорічний стік 3,8 м³/с. Формується притоками та декількома безіменними струмками.

## Розташування
Бере початок на північно-західній стороні від села Романівки. Тече переважно на південний захід і на південно-західній околиці міста Толочин впадає в річку Друть, праву притоку річки Дніпра.
Населені пункти вздовж берегової смуги: Козигірка, Лешево, Горбачово, Журавлі, Галинка.